# Сургут (река)
Сургу́т — река в России, левый приток Сока, протекает в Исаклинском и Сергиевском районах Самарской области. Длина реки составляет 97 км, площадь водосборного бассейна — 1450 км².

## География
Начинается от родников на высоте около 200 м над уровнем моря в урочище Сургуг к востоку от посёлка Семь Ключей. Устье реки находится в 190 км по левому берегу Сока, на высоте 50 м над уровнем моря, около посёлка Сургут. Долина реки прямая, с шириной от 65 метров до 4 километров. Высота склонов коренного берега 15—25 метров.

## Притоки
Объекты перечислены по порядку от устья к истоку.
- 7,3 км: Чесноковка (лв);
- 11 км: Шунгут (пр);
- 17 км: Чесноковка (лв);
- Вязовка (пр);
- 34 км: Козловка (лв);
- 43 км: Захарка (пр);
- Лиловый (пр);
- Вязовка (пр);
- Асказанка (пр);
- 63 км: Чёрная (Молочка) (пр);
- Карамалка (лв);
- Эряма Лей (лв);
- 72 км: Чембулатка (пр);
- 79 км: Ташлама (пр);
- Холодный (лв);
- Цыганский (пр)[3].

## Данные водного реестра
По данным государственного водного реестра России относится к Нижневолжскому бассейновому округу, водохозяйственный участок реки — Сок от истока до устья, речной подбассейн отсутствует. Речной бассейн реки — Волга от верховий Куйбышевского водохранилища до впадения в Каспий.
Код объекта в государственном водном реестре — 11010000612112100005815.